# Die Geschichte von Jeremias Quaddel

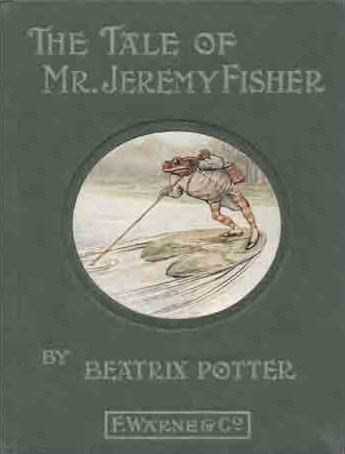
Titelbild der englischsprachigen Originalausgabe von 1906

Die Geschichte von Jeremias Quaddel (englischer Originaltitel The Tale of Mr. Jeremy Fisher) ist ein Bilderbuch der englischen Kinderbuchautorin und Illustratorin Beatrix Potter, das 1906 bei Frederick Warne & Co. veröffentlicht wurde. Die deutsche Erstausgabe erschien 1984 beim Diogenes Verlag unter dem Titel Die Geschichte von Feuchtel Fischer.

## Inhalt
Der Frosch Jeremias Quaddel lebt in einem kleinen feuchten Häuschen am Ufer eines Teichs. An einem Regentag beschließt er, angeln zu gehen, um seinen beiden Freunden – die Schildkröte Geheimrat von Schildgoethe und der Molch Sir Isaac Newton – zum Abendessen Elritzen kredenzen zu können. Er zieht einen Regenmantel und Galoschen über und sticht mit einem Seerosenblatt in See. Doch die Fische wollen anfangs nicht beißen, so dass er nach einiger Zeit ans Ufer zurückfährt und sich als Mittagsmahl ein Schmetterlingssandwich gönnt. Bei seinem zweiten Angelversuch fängt er anstatt einer Elritze einen Stichling, der ihn mit seinen Stacheln an den Händen verletzt. Doch es kommt noch schlimmer: Eine große Forelle taucht auf und schnappt sich Jeremias Quaddel. Zum Glück für den Frosch will der Forelle aber sein Gummiregenmantel so gar nicht schmecken und sie spuckt Jeremias wieder aus. Dass er dabei die Angelrute, den Picknickkorb und auch seine Galoschen verloren hat, bedrückt ihn nicht wirklich, da er nach diesem Vorfall beschließt, nie wieder angeln zu gehen. Auch ohne Fischfang kommen seine beiden Freunde zum Abendessen: Statt Elritzen gibt es Heuschreckenbraten mit Marienkäfersauce – unter Fröschen ein wahrer Leckerbissen!

## Hintergrund
Potter war eine Froschliebhaberin. Sie verwendete die Tiere häufig als Verzierung ihrer Briefe. 1902 erschien ein Jahrbuch für Kinder mit schwarz-weißen Frosch-Zeichnungen. Eine Froschgeschichte zu schreiben und möglichst naturgetreu zu illustrieren war Potter ein Herzensanliegen.

## Rezeption
Nicholas Tucker schreibt in seiner Rezension: „The Tale of Mr. Jeremy Fisher entstand ein Jahr nach dem plötzlichen Tod ihres Verlobten Norman Warne. Viele Illustrationen dieses Buches sind besonders schön und sehr detailliert ausgearbeitet – eine Liebeserklärung an die Natur und an den Mann, den Beatrix Potter verlor.“ Die Potter-Biografin Linda Lear schreibt in Beatrix Potter: A Life in Nature: „Der Text und die Illustrationen zu dieser Geschichte gehören zu den ausgewogensten und kompatibelsten in ihrem gesamten Werk. Die Natur wird wahrheitsgetreu beschrieben und illustriert: wunderschön ruhig, aber auch unvorhersehbar aggressiv … Sorgfältig kolorierte botanische Hintergründe von Wasserpflanzen, ein Frosch mit anatomisch korrekten Füßen, eine Forelle, die jeder anständige Angler gerne fangen würde, und ein ziemlich beängstigend dargestellter Wasserkäfer, der Jeremy in die zierlichen Zehen zwickt, machen das Buch nicht nur zu einem Lese-, sondern auch zu einem Sehvergnügen.“

## Referenzen

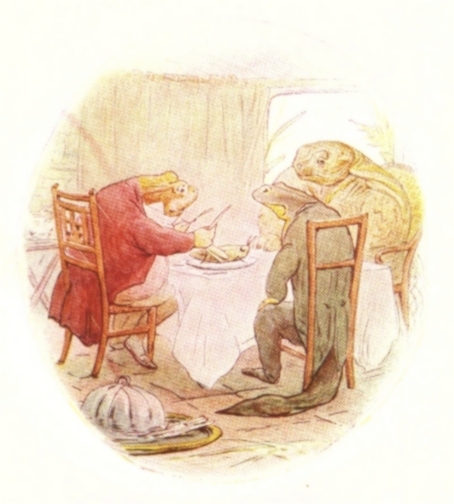
Jeremias Quaddel (links), Geheimrat von Schildgoethe (rechts) und Sir Isaac Newton (Mitte) essen Heuschreckenbraten mit Marienkäfersauce

Die Geschichte von Jeremias Quaddel ist in dem literarischen Nachschlagewerk 1001 Kinder- und Jugendbücher – Lies uns, bevor Du erwachsen bist! für die Altersstufe 3+ Jahre enthalten.

## Ausgaben
- The Tale of Mr. Jeremy Fisher. Frederick Warne & Co., GB 1906 (englisch).
- Die Geschichte von Feuchtel Fischer. Diogenes, 1984.
- Die Geschichte von Jeremias Quaddel. Sauerländer, Düsseldorf 2002, ISBN 3-7941-4968-8.